# Varsity Blues de Toronto
Les Varsity Blues de Toronto sont les équipes sportives universitaires représentant l'Université de Toronto à Toronto, Ontario, Canada.

## Équipes interuniversitaires
- Athlétisme (M/F)
- Aviron (M/F)
- Badminton (M/F)
- Balle-molle lancé-rapide (F)
- Baseball (M)
- Basket-ball (M/F)
- Crosse (M/F)
- Cross-country (M/F)
- Curling (M/F)
- Escrime (M/F)
- Soccer (M/F)
- Football canadien (M)
- Golf (M/F)
- Hockey sur glace (M/F)
- Hockey sur gazon (F)
- Lutte (M/F)
- Natation (M/F)
- Patinage artistique (M/F)
- Rugby (M/F)
- Ski nordique (M/F)
- Squash (M/F)
- Tennis (M/F)
- Vélo tout terrain (M/F)
- Volley-ball (M/F)
- Water-polo (M/F)

## Rivalités

### Contre l'Université York et l'Université Ryerson
Il existe une rivalité sportive entre les trois programmes sportifs universitaire situés au Grand Toronto: les Varsity Blues, les Lions de l'Université York et les Rams de l'Université Ryerson.